# NGC 1548
NGC 1548 — рассеянное звёздное скопление в созвездии Персея. Открыта Джоном Гершелем в 1832 году. Описание Дрейера: «очень крупное, небогатое скопление звёзд от 10-й до 12-й величины». Диаметр скопления составляет 3,47 ± 0,06 килопарсек, возраст — 1,78 ± 0,22 миллиарда лет, его металличность — −0,50 ± 0,28.
Этот объект входит в число перечисленных в оригинальной редакции «Нового общего каталога».